# 数学大师
数学大师：从芝诺到庞加莱（英語：Men of Mathematics: The Lives and Achievements of the Great Mathematicians from Zeno to Poincaré，最早的名字为The Lives of Mathematicians）是苏格兰裔美国数学家和科幻小说作家埃里克·坦普尔·贝尔1937出版的一本关于数学史的书籍，介绍了三位古典时代的数学家和十七至十九世纪的四十余位数学家，出版后广受好评。

## 数学家
- 芝诺（公元前5世纪）
- 欧多克索斯（408–355 BC）
- 阿基米德（287?–212 BC）
- 笛卡尔（1596–1650）
- 費馬（1601–1665）
- 帕斯卡（1623–1662）
- 牛顿（1642–1727）
- 莱布尼茨（1646–1716）
- 伯努利家族（17到18世纪）
- 歐拉（1707–1783）
- 拉格朗日（1736–1813）
- 拉普拉斯（1749–1827）
- 蒙日（1746–1818）
- 傅里叶（1768–1830）
- 彭赛列（1788–1867）
- 高斯（1777–1855）
- 柯西（1789–1857）
- 罗巴切夫斯基（1793–1856）
- 阿贝尔（1802–1829）
- 雅可比（1804–1851）
- 哈密頓（1805–1865）
- 伽罗瓦（1811–1832）
- 西爾維斯特（1814–1897）
- 凱萊（1821–1895）
- 魏尔施特拉斯（1815–1897）
- 柯瓦列夫斯卡娅（1850–1891）
- 布尔（1815–1864）
- 埃爾米特（1822–1901）
- 克罗内克（1823–1891）
- 黎曼（1826–1866）
- 库默尔（1810–1893）
- 戴德金（1831–1916）
- 龐加萊（1854–1912）
- 康托尔（1845–1918）